# Ассауэр, Руди
Рудо́льф (Ру́ди) Асса́уэр (нем. Rudolf "Rudi" Assauer; 30 апреля 1944, Зульцбах — 6 февраля 2019, Хертен, Северный Рейн-Вестфалия) — немецкий футболист, тренер и менеджер. Выступал на позиции защитника.

## Карьера
Ассауэр начинал карьеру в «Хертене». В 1964 году перешёл в дортмундскую «Боруссию», где провёл шесть сезонов и сыграл 119 матчей. В 1970 году Ассауэр перебрался в «Вердер». В 1976 году, проведя 188 игр за бременский клуб, Ассауэр закончил карьеру.
С 1976 по 1981 год он был генеральным менеджером «Вердера». Ассауэр находился на посту генерального менеджера «Шальке 04» с 1981 по 1986 год (в 1981 году Руди был и тренером «Шальке 04»). После первого прихода в «Шальке 04» Ассауэр 4 года занимался недвижимым имуществом. В 1993 году Ассауэр снова стал генеральным менеджером клуба из Гельзенкирхена.
Второй приход Руди был более успешным. В 1997 году «Шальке 04» стал обладателем Кубка УЕФА, а в 2001 и 2002 годах Кубок Германии. В 2009 году Ассауэр был агентом таких футболистов как Марка-Андре Крушки, Штефана Вехтера, Суна Хианга и Пекки Лагерблума.

## Достижения
- Обладатель Кубка Германии: 1964/65
- Серебряный призёр чемпионата Германии: 1965/66
- Обладатель Кубка обладателей кубков УЕФА: 1965/66

## Прозвище
Из-за слишком большой любви к курению и сигарам Ассауэр получил прозвище Stumpen-Rudi.

## Личная жизнь
До января 2009 года Ассауэр жил с актрисой Симоной Томаллой и был назван Михаэлем Майером, бывшим тренером дортмундской «Боруссии», Kashmir Hooligan. В 2010 году Руди Ассауэр сказал, что в футболе не должно быть место геям.
В апреле 2011 года женился во второй раз, но развёлся уже в январе 2013 года. В 2012 году публично объявил, что страдает болезнью Альцгеймера. В 2016 году выиграл процесс против своей бывшей супруги Бритты, продавшей его личные вещи, например, медали за победу в Кубке УЕФА и увлажнители для хранения сигар. Она (бывшая супруга) была приговорена к 10 месяцам заключения заочно.